# Najas gracillima
Najas gracillima là một loài thực vật có hoa trong họ Hydrocharitaceae. Loài này được (A.Braun ex Engelm.) Magnus mô tả khoa học đầu tiên năm 1870.